# Regionální rada Vestfálsko-Lippe

Bílá a červená podélná pruhovaná vlajka LWL je pokryta bílým vestfálským koněm v červeném štítu (viz také vestfálská vlajka)

Regionální sdružení Vestfálsko-Lippe (německy Landschaftsverband Westfalen-Lippe) je regionální sdružení založené v roce 1953 bez územní suverenity v Severním Porýní-Vestfálsku se sídlem v Münsteru. Navazuje na provincii Vestfálsko.
Oblast působnosti tohoto regionálního sdružení zahrnuje země Vestfálsko a Lippe. Okresy a městské části v této oblasti jsou členy LWL, která plní regionální úkoly v rámci místní samosprávy.